# グレッグ・ホフマン
グレッグ・ホフマン（Gregg Hoffman、1963年6月11日 - 2005年12月4日）は、アメリカ合衆国アリゾナ州フェニックス出身の映画プロデューサー。ヒット作に『ソウ』や『ソウ2』がある。
2005年12月4日、カリフォルニア州ハリウッドの病院にて死去。

## プロデュース作品
- Monster Rain（1989）
- Only You（1992）
- ジャングル・ジョージ2 George of the Jungle 2（2003）
- ソウ Saw（2004）
- ソウ2 Saw II（2005）
- ソウ3 Saw III（2006）
- デッド・サイレンス Dead Silence（2007）
- カタコンベ Catacombs（2007）
- ソウ4Saw IV（2007）
- ソウ5 Saw V（2008）
- ソウ6 Saw VI（2009）
- ソウ ザ・ファイナル 3D Saw 3D（2010）